# Sexe fort
| Оценки критиков | Оценки критиков |
| Источник        | Оценка          |
| --------------- | --------------- |
| AllMusic        | [ 1 ]           |

Sexe fort (с фр. — «Сильный пол») — седьмой студийный альбом французской певицы Патрисии Каас, выпущенный в 2003 году на лейбле Columbia Records. Пластинка попала в первую десятку чартов Бельгии, России, Франции и Швейцарии, а в последних двух также получила золотые сертификации.

## Список композиций
| №                   | Название                                | Автор(ы)                                           | Длительность |
| ------------------- | --------------------------------------- | -------------------------------------------------- | ------------ |
| 1.                  | «Où sont les hommes ?»                  | Леа Иванн, Билл Жильонь                            | 3:50         |
| 2.                  | «L’Abbé Caillou»                        | Пьер-Ив Лебер, Фридерик Шато, Паскаль Обиспо       | 4:40         |
| 3.                  | «Je ne veux plus te pardonner»          | Давид Мане, Сальватор Кампаниль                    | 3:27         |
| 4.                  | «La nuit est mauve»                     | Рено Сешан, Франсуа Бернейм                        | 4:21         |
| 5.                  | «C’est les femmes qui mènent la danse»  | Давид Мане                                         | 3:33         |
| 6.                  | «On pourrait» (duo avec Stephan Eicher) | Жан-Жак Гольдман                                   | 3:46         |
| 7.                  | «J’en tremblerai encore»                | Давид Мане                                         | 3:08         |
| 8.                  | «Je t’aime, je ne t’aime plus»          | Этьен Рода-Жиль, Давид Мане                        | 2:57         |
| 9.                  | «C’est la faute à la vie»               | Жан-Жак Гольдман                                   | 4:00         |
| 10.                 | «Je le garde pour toi»                  | Энирке Андре, Роберт Голдман                       | 3:23         |
| 11.                 | «Ma blessure»                           | Сильвен Морайон, Сальватор Кампаниль, Патрик Дюпон | 3:20         |
| 12.                 | «Des regrets»                           | Паскаль Б. Карман                                  | 5:00         |
| 13.                 | «Tu pourras dire»                       | Патрик Фьори, Мари-Жо Зарб, Ноам Каньель           | 3:32         |
| 14.                 | «Peut-être que peut-être»               | Франсис Кабрель, Оливье Додан, Бруно Ле Ру         | 3:51         |
| 15.                 | «Une question de temps»                 | Давид Мане, Луи Бертинак                           | 3:44         |
| 16.                 | «Je maudis»                             | Кристиан Вие, Сэмми Вилкокс                        | 2:38         |
| Общая длительность: | Общая длительность:                     | Общая длительность:                                | 58:40        |

## Чарты
| Чарт (2003–04)                      | Высшая позиция |
| ----------------------------------- | -------------- |
| Бельгия/Валлония (Ultratop)         | 3              |
| Бельгия/Фландрия (Ultratop)         | 99             |
| Германия (Offizielle Top 100)       | 55             |
| Россия (НФПФ)                       | 10             |
| Финляндия (Suomen virallinen lista) | 31             |
| Франция (SNEP)                      | 9              |
| Швейцария (Schweizer Hitparade)     | 6              |

| Чарт (2003)                     | Позиция |
| ------------------------------- | ------- |
| Франция (SNEP)                  | 70      |
| Чарт (2004)                     | Позиция |
| Бельгия/Валлония (Ultratop)     | 90      |
| Франция (SNEP)                  | 150     |
| Швейцария (Schweizer Hitparade) | 74      |

## Сертификации и продажи
| Регион                                                       | Сертификация | Продажи  |
| ------------------------------------------------------------ | ------------ | -------- |
| Франция (SNEP)                                               | 2× Золотой   | 200 000* |
| Швейцария (IFPI Switzerland)                                 | Золотой      | 20 000^  |
| * Данные о продажах приведены только на основе сертификации. |              |          |